# Порнопомста
Порнопомста (англ. «Revenge porn») —розповсюдження відвертих відео, фото і фільмів сексуального характеру окремих осіб без їхньої згоди. Найчастіше відбувається між колишніми партнерами. Матеріал міг бути створений партнером в інтимних стосунках з відома та згоди жертви на той час, або без її відома. Жертва порнопомсти могла зазнавати сексуального насильства під час запису матеріалу, у деяких випадках використовуються «наркотиків для зґвалтування» на побаченні, які стають причиною недієздатності жертви, а в подальшому можуть спричиняти дисоціативні ефекти та амнезію. Порноматеріали, записані без згоди, можуть використовуватися зловмисником для шантажування жертви з метою подальшого примусу до сексу, продовження стосунків і покарання у випадку їх припинення, завдання шкоди репутації, отримання фінансової вигоди тощо.
Термін «порнопомста» інколи викликає суперечки, оскільки ті, хто ділиться зображеннями без дозволу, можуть мати мотиви прибутку, слави, розваги чи інших цілей, а не помсти як такої; і тому, що не всі візуальні зображення оголеного тіла або сексуальної активності є порнографічними.

## Історія
У 1980-х роках журнал Hustler почав щомісячний показ зображень оголених жінок, які надіслали читачі, під назвою «Полювання на бобра» (англ. «Beaver Hunt»). На цих фотографіях зазвичай містилися деталі цих жінок, наприклад їхні хобі, сексуальні фантазії та імена. Не всі жінки, представлені в «Полюванні на бобрів», подали туди власні зображення, а тому кілька жінок подали до суду на журнал за публікацію їхніх фотографій без дозволу або без перевірки інформації у формах згоди, які були підроблені.
У 2004 році, через три роки після закінчення стосунків, колишній хлопець Періс Гілтон — Рік Саломон — виклав у мережу відео їхнього сексу без згоди Гілтон. Конфлікт між експартнерами з часом вдалося врегулювати в позасудовому порядку, але згодом Гілтон розповідала, що не отримала від Саломона ні цента з обіцяних 400 тис. доларів, і вимагала від нього перерахувати ці гроші на допомогу жертвам сексуального насильства.
Два десятиліття потому італійський дослідник Серхіо Мессіна ідентифікував «realcore порнографію» — новий жанр, який складався із зображень і відео колишніх дівчат, що поширювалися через групи Usenet. У 2008 році порноагрегатор аматорських відео XTube почав отримувати скарги на розміщення порнографічного контенту без згоди суб'єктів. Кілька сайтів почали показувати порнографію за згодою, схожу на порно з помстою, а також розміщувати «автентичний» контент, який був особисто надісланий користувачами.
Порнопомста почала привертати увагу міжнародних ЗМІ у 2010 році, коли Хантер Мур запустив вебсайт IsAnyoneUp. На сайті була порнографія, надіслана користувачами, також сайт часто містив ідентифікаційну інформацію, таку як імена людей, їхніх роботодавці, адреси проживання та посилання на профілі в соціальних мережах. Активістка Шарлотта Лоуз була першою, хто виступив проти Мура, і однією з перших, хто публічно підтримав жертв порнопомсти. Це викликало негативну реакцію з боку деяких прихильників Мура, які переслідували Лоуз і погрожували їй смертю. Шарлотта Лоуз стала відомою в усьому світі як «Ерін Брокович у світі порнопомсти» і була однією з перших активісток, які зустрілися з законодавцями, намагаючись домогтися ухвалення законів проти порнопомсти.
Інша форма такого кіберзлочину — злив відвертих матеріалів хакерами, як це сталося у випадку з Дженніфер Лоренс у 2014 році, або погрози публікацією з метою вимагання грошей. Так, наприклад, у 2020 шантажували нападника російської футбольної команди «Зеніт» Артема Дзюбу — у результаті відео, на якому футболіст мастурбує, все-таки опублікували в мережі, після чого його тимчасово відсторонили від участі в матчах.
У лютому 2015 року Reddit оголосив про зміну своєї політики конфіденційності, щоб заборонити публікацію вмісту сексуального характеру без згоди зображених осіб. Оголошення було зроблено після зустрічі компанії, на якій гострою була проблема «незаконної порнографії — зображень і відео». У березні того ж року Twitter наслідував їхній приклад із новими правилами, які стосувалися публікації несанкціонованого контенту, зокрема порнографії з мотивів помсти. Із 11 березня, Twitter заявив, що негайно видалить «будь-яке „посилання на фотографію, відео або цифрове зображення, на якому ви в оголеному вигляді або берете участь у будь-якому сексуальної акті“, яке було опубліковано без згоди». Згідно зі статтею Washington Post, зміни стали відповіддю на зростаюче занепокоєння щодо того, що «[Twitter] не зробив достатньо для запобігання поганій поведінці на своєму сайті».
У червні 2015 року Google вирішив видаляти посилання на порнопомсту за індивідуальним запитом. Microsoft почала робити те саме в липні. Обидві компанії також розмістили онлайн-форми для постраждалих.

### Європейський суд з прав людини
14 вересня 2021 року порнопомста уперше отримала правову й судову оцінку від Європейського суду з прав людини (ЄСПЛ).
Колишній партнер Володіної, з яким вона розлучилася через систематичне домашнє насилля, зламав її акаунти в Instagram та мережі ВКонтакте, розмістив там її інтимні фотографії, фото сторінок її паспорта, а до контактів сторінок додав однокласників її 12-річного сина і його учителів. Зловмисник також зламав електронну пошту заявниці і відправив непристойні повідомлення її знайомим. Володіна зверталася у поліцію, але їй відмовили порушити кримінальну справу, повідомивши, що «сайт соціальної мережі „ВКонтакте“ засобом масової інформації не є, а ознак злочину немає». Не було жодної реакції й на те, що колишній партнер незаконно збирав і поширював в інтернеті інформацію про її особисте життя. У 2018 році з'являлися нові підроблені профілі Володіної у соціальних мережах. У профілях були її інтимні фотографії і особисті дані. Тоді була відкрита кримінальна справа за статтею про порушення недоторканності приватного життя. Два роки пішло на те, щоб встановити, що фотографії поширювалися з IP-адреси в Азербайджані, але причетність до цього колишнього партнера не довели. А коли слідчі все ж знайшли інтимні фотографії Володіної на телефоні її колишнього партнера, провадження було припинено у зв'язку із закінченням строку давності справи. Жінка також подавала заяву в поліцію у 2018 році через те, що колишній партнер погрожував їй смертю у месенджерах та електронних листах.
У липні 2019 року Європейський суд визнав владу Росії відповідальною за відмову захистити Володіну від численних актів домашнього насильства з боку її партнера та призначив виплату 20 тис. євро компенсації. 14 вересня 2021 ЄСПЛ виніс рішення у справі «Володіна проти Росії» та встановив у справі наявність порушення статті 8 Конвенції про захист прав людини та основоположних свобод, а саме права на повагу до приватного й сімейного життя. Державу Росія ЄСПЛ зобов'язав виплатити Володіной компенсацію у 7500 євро. Це перше рішення ЄСПЛ щодо порнопомсти і кіберсталкінгу, у якому суд визнав, що насильство в інтернеті є формою насильства щодо людини. Крім того, було визнано, що кібернасильство тісно пов'язане із офлайн насильством у житті, і є ще одним аспектом домашнього насильства.

## Регулювання та законодавство
Закони, що забороняють порно з помстою, з'являлися повільно. Чинниками, які сприяли цьому, є відсутність розуміння серйозності проблеми, занепокоєння щодо свободи слова, віра в те, що чинне законодавство забезпечує адекватний захист, відсутність турботи, історично, про проблеми жінок, і «нерозуміння доктрини Першої поправки».
Однією з проблем, пов'язаних із порнопомстою, є те, що вони можуть бути недостатньо вузькими, щоб задовольнити суворий контроль, застосовуваний до обмежень контенту. Згідно з рішенням у справі «Міллер проти Каліфорнії» заборона порнопомсти може бути неконституційною, якщо порнографія категорично не стосується хтивого інтересу; якщо воно само по собі не є явно образливим; або якщо воно має літературну або політичну цінність.

### Україна
- Окремий закон, який регулював би питання порнопомсти в Україні відсутній. Але законодавство оберігає недоторканність приватного життя і конфіденційної інформації про особу, і справи, пов'язані із кіберхарасментом, порнопомстою, кіберсталкінгом можуть, в залежності від обставин, кваліфікуватися за ст. 182 Кримінального кодексу. Дії, які охоплюють збирання, зберігання, поширення, використання конфіденційної інформації про особу без її згоди, є втручанням у її особисте життя й караються штрафом від 500 до 1000 гривень або виправними роботами на строк до двох років. Вчинені повторно, ті самі дії караються арештом на шість місяців або обмеженням волі на строк до трьох років[14][7]. Окрім цього, діє авторське право за Digital Millennium Copyright Act (DMCA), що дає можливість блокувати контент в інтернеті. Щоб це зробити в Україні, треба, щоб скаргу подав адвокат[14][7].

### Африка
- У ПАР Закон про внесення змін до фільмів і публікацій 2019 року визначає злочином розповсюдження приватних фотографій або фільмів сексуального характеру без згоди зображеної особи та з наміром завдати їй шкоди. Покарання передбачає штраф у розмірі до 150 000 рандів та/або позбавлення волі на строк до двох років; або вдвічі більше, якщо жертву можна ідентифікувати на фото чи відео[26][27].

### Азія
- З 2009 року на Філіппінах введено кримінальну відповідальність за копіювання, відтворення, розповсюдження або демонстрацію відверто сексуальних зображень чи відео через Інтернет без письмової згоди зображеної особи[28].
- У листопаді 2014 року Японія прийняла законопроєкт, згідно з яким поширення «приватного сексуального зображення іншої особи» без згоди вважається злочином[29][30].
- У Південній Кореї поширення порно з помстою карається позбавленням волі на строк до трьох років або штрафом у розмірі до 5 млн південнокорейських вон. Якщо об'єкт знімається незаконно, покарання — до десяти років ув'язнення або штраф у розмірі до 10 млн вон. У країні широко розповсюджене використання прихованих камер для незаконної зйомки людей, відомих як "молка, і у 2018 році поліція повідомляла про понад 6000 випадків порно з шпигунських камер щорічно, причому лише 2 % зареєстрованих випадків призвели до тюремного ув'язнення. Вебсайт Sora.net спеціалізувався на публікації шпигунського порно, поки його не заборонили у 2016 році після кампанії проти нього. Деякі із зображених покінчили життя самогубством. У травні 2018 року десять тисяч жінок вийшли на демонстрацію в Сеулі з вимогами щодо активізації офіційних заходів проти цифрових сексуальних злочинів. У жовтні 2018 року понад 200 000 осіб підписали петицію, яка закликала посилити покарання за зберігання порно, яке було викладене третьою особою, незалежно від того, чи було воно розповсюджене[31][32][33][34].
- 6 травня 2019 року в Сінгапурі було прийнято Закон про реформу кримінального законодавства, який передбачає кримінальну відповідальність за порнопомсту. Покарання охоплюють позбавлення волі на строк до п'яти років зі штрафом і побиття лозою як варіант покарання. Якщо злочин вчинено щодо особи віком до 14 років, буде призначено обов'язковий термін позбавлення волі[35]. Закон набрав чинності 1 січня 2020 року[36].
- Ізраїль швидко відреагував на тиск громадськості в січні 2014 року та прийняв закон, згідно з яким поширення відео відверто сексуального характеру без згоди зображеної особи карається до п'яти років позбавлення волі[37].

### Австралія
- Розповсюдження сексуальних зображень або відео без згоди є незаконним відповідно до трьох різних, але паралельних типів законодавства в Австралії: цивільного права, кримінального та схеми цивільних покарань. Згідно з цивільним правом, рішення Верховного суду Західної Австралії у справі «Вілсон проти Фергюсона», винесене 16 січня 2015 року, є конкретним прецедентом, який встановив, що публікація зображень або відео сексуального характеру в Інтернеті без згоди є незаконною[38]. Відповідно до Кримінального права парламенти австралійських штатів і територій Південна Австралія, Вікторія, Новий Південний Уельс, Австралійська столична територія, Північна територія, Квінсленд, Західна Австралія і Тасманія прийняли закони, які вносять зміни до відповідного статутного кримінального законодавства з метою криміналізувати поширення зображень або відео сексуального характеру без згоди. Крім того, парламент Австралії також ухвалив закон, який вносить поправки до статутного кримінального законодавства Співдружності (що діє паралельно з кримінальним законодавством штатів і територій), щоб криміналізувати поширення зображень або відео сексуального характеру без згоди. Більшість юрисдикцій передбачають суворіші вироки, якщо на зображенні, яке поширюється, є дитина[39][40][41][42][43][44][45][46][47]. Згідно зі Схемою цивільних покарань, австралійці можуть повідомляти про розміщення або погрози розміщення зображень і відео сексуального характеру без згоди в Управління Уповноваженого з електронної безпеки Австралії, який має повноваження отримувати та досліджувати скарги, видавати повідомлення про видалення та застосовувати цивільні покарання проти фізичних осіб і корпорацій, які не виконують вимог[48].